# Zvonimir Kožulj
Zvonimir Kožulj (ur. 15 listopada 1993 w Ljubuškim) – bośniacki piłkarz narodowości chorwackiej, występujący na pozycji pomocnika, w klubach bośniackich, chorwackich, polskich i tureckich. Jednokrotny reprezentant Bośni i Hercegowiny.

## Kariera klubowa
Grę w piłkę nożną rozpoczął w wieku 7 lat w bośniackim klubie HŠK Zrinjski Mostar. W 2011 roku przeniósł się do NK Široki Brijeg, gdzie dwa lata później rozpoczął występy na poziomie seniorskim. 30 marca 2013 zadebiutował w Premijer Lidze w przegranym 0:1 meczu z NK Čelik Zenica. Na zakończenie sezonu 2012/13 wywalczył Puchar Bośni i Hercegowiny po zwycięstwie w finale nad FK Željezničar. Wkrótce po tym wypożyczono go na okres jednej rundy do NK Vitez i następnie do HNK Branitelj (Prva Liga FBiH). Po powrocie do NK Široki Brijeg rozpoczął regularne występy w podstawowym składzie. W lipcu 2014 roku zadebiutował w europejskich pucharach w meczu przeciwko FK Qəbələ (2:0) w kwalifikacjach Ligi Europy 2014/15. W 2016 roku nominowano go do nagrody dla najlepszego piłkarza sezonu 2015/16.
W czerwcu 2016 roku za kwotę 200 tysięcy euro Kožulj przeszedł do Hajduka Split. 17 lipca rozegrał pierwszy mecz w 1. HNL w wygranym 2:0 spotkaniu przeciwko HNK Cibalia, w którym strzelił gola. Przez dwa kolejne sezony był zawodnikiem podstawowego składu. Łącznie rozegrał w chorwackiej ekstraklasie 49 spotkań w których zdobył 4 bramki, zaliczył również 15 występów w Lidze Europy UEFA. 
W czerwcu 2018 roku podpisał trzyletnią umowę z Pogonią Szczecin prowadzoną przez Kostę Runjaicia, która wykupiła go z Hajduka w ramach rozliczenia za transfer Ádáma Gyurcsó. 20 lipca zadebiutował w Ekstraklasie w przegranym 0:1 spotkaniu z Miedzią Legnica. 19 października zdobył pierwszego gola w polskiej lidze w meczu przeciwko Jagiellonii Białystok (1:2). 2 kwietnia 2020 klub rozwiązał z zawodnikiem kontrakt za porozumieniem stron.
W sierpniu 2020 został zawodnikiem tureckiego klubu Gazişehir Gaziantep FK.
Zimą 2022 roku został wypożyczony na pół roku z opcją wykupu do Bruk-Bet Termaliki Nieciecza, jednak w niej nie zdążył zadebiutować ze względu na odniesioną kontuzję. Od stycznia do kwietnia 2023 był zawodnikiem Sandecji Nowy Sącz, ale nie zagrał żadnego meczu.
24 czerwca 2023 zasilił szeregi mistrza Bośni i Hercegowiny Zrinjski Mostar, związując się kontraktem ważnym do 2025. Z klubem występował w fazie grupowej Ligi Konferencji Europy UEFA, był bohaterem meczu pierwszej kolejki, w którym Zrinjski przegrywał 0:3 z holenderskim AZ Alkmaar, ale dzięki dwóm golom i asyście Kožulja odwrócił losy meczu, wygrywając 4:3. Kilka tygodni później (tuż przed meczem rewanżowym przeciwko Legii Warszawa) media poinformowały o przeniesieniu piłkarza do zespołu juniorów, a trener klubu powiedział: Kozulja już z nami nie ma. Sam zdecydował, że nie chce być częścią zespołu. Historia jest jednostronna.

## Kariera reprezentacyjna
W latach 2012–2014 występował w młodzieżowych reprezentacjach Bośni i Hercegowiny w kategoriach U-19 oraz U-21. W maju 2012 roku w meczu z Chorwacją U-19 (0:2) doznał zerwania więzadeł krzyżowych przednich, co wymusiło u niego półroczną rekonwalescencję.
W maju 2016 roku otrzymał od Mehmeda Baždarevicia pierwsze powołanie do seniorskiej reprezentacji Bośni i Hercegowiny na Kirin Cup 2016. 7 czerwca 2016 zadebiutował w drużynie narodowej w wygranym 2:1 meczu z Japonią w finale turnieju.

## Życie prywatne
Syn pochodzących z Mostaru Chorwatów. Urodził się w miejscowości Ljubuški, do której jego rodzice przenieśli się z powodu wojny w Bośni i Hercegowinie. Po zakończeniu działań zbrojnych powrócił z rodziną do Mostaru. Posiada obywatelstwo bośniackie i chorwackie.

## Sukcesy

### Klubowe
NK Široki Brijeg
- Zdobywca Pucharu Bośni i Hercegowiny: 2012/2013
- Zdobywca drugiego miejsca w Pucharu Bośni i Hercegowiny: 2014/2015

Hajduk Split
- Zdobywca drugiego miejsca w Pucharze Chorwacji: 2017/2018

### Reprezentacyjne
Bośnia i Hercegowina
- Kirin Cup: 2016